# 도요샛
도요샛은 대한민국의 소형위성 및 큐브위성으로, 2023년 5월 25일 누리호 3차 발사와 함께 도요샛 1·2·3·4호기가 발사되었다. 도요샛이 관측한 자료를 이용하여 미국 항공 우주국(NASA)과의 공동연구가 수행될 계획에 있다.

## 역사
원래 러시아의 소유스-2로 발사가 예정되어있었으나 러시아의 우크라이나 침공으로 인해 발사가 무산되었고, 이후 한국의 국산 발사체 누리호로 발사하도록 계획이 변경되었다. 2023년 5월 25일, 누리호 3차 발사와 함께 도요샛 1,2,3,4호기가 발사되었다.

## 명칭과 개발
도요샛은 한국천문연구원이 우주 날씨 관측을 위해 5년간 개발한 큐브위성이다. 큐브위성으로는 세계 처음으로 위성 간 거리와 비행 형태를 바꿀 수 있는 편대비행 기능을 탑재하여 우주 환경을 정밀하게 관측할 수 있다. 10㎏급 큐브 위성 4기가 횡대·종대·편대 비행을 하며 우주 폭풍을 포함한 우주의 날씨와 그 미세구조를 관측하도록 설계되었다.
해당 연구 프로젝트의 영문명인 '작은 규모의 자기권 및 전리권 플라스마 실험(SNIPE, Small scale magNetospheric and Ionospheric Plasma Experiment)'의 약칭 '스나이프(SNIPE)'가 '도요새(snipe)'를 뜻한다. 1호기부터 4호기까지 순서대로 가람, 나래, 다솔, 라온이라는 이름이 부여되었다.

## 임무

### 계획
지상국에서 비콘 신호가 수신되면, 초기 교신(위성 상태정보 수신, 시각 동기화 등)을 시도한다.
1. 비콘 신호를 지상국에서 수신
2. 초기 교신(위성 상태정보 수신, 시각 동기화 등)

하나의 위성을 활용한 우주 날씨 미세구조 관측 한계를 극복하고자 다중위성을 활용하여 플라스마의 시간적, 공간적 변화를 관측한다. 동서 방향으로 횡대 비행을 통하여 공간적 변화를 관측하는 것이다. 또한, 하나의 궤도 평면상에서 위성군이 남북 방향 일렬로 비행하며 우주 날씨의 시간적 변화를 관측한다.
도요샛이 관측한 자료를 이용하여 미국 항공 우주국(NASA)과 공동연구도 수행할 계획이다.

### 발사 후
목표 고도 550㎞, 목표 투입 속도 초속 7.58㎞를 오차 없이 달성하였다.
3호기 다솔은 사출되지 못했다. 이후 분석을 통하여 누리호 3단 로켓에 달린 사출관 문이 열리지 않았기 때문으로 결론 내렸다. 발사체에서 사출관으로 이어지는 전기 계통에는 문제가 없었다.
4호기(라온)는 지구로 비콘신호(상태정보)를 보내왔다. 2023년 5월 26일 오후 6시 24분경 대전 지상국에서 4호기 비콘 신호를 수신하는 데 성공했다.

## 지상국
도요샛의 운용을 위해 다음의 지상국들이 이용된다.
- 남극 세종기지 지상국, 비콘 수신소
- 스웨덴 보덴 지상국, 부관제소
- 대전 KAIST 인공위성연구소 지상국, 주관제소
- 제주도 우주지상국

## 같이 보기
- 다누리 (우주선)
- 대한민국의 우주 개발
- 누리호
- 소유스-2
- 큐브위성
- 소형위성